# フライングゲット
フライングゲットは、ゲームソフト・漫画・音楽CD・パソコン用パーツ・トレーディングカードなどの商品をメーカー側の指定する正規の発売日より1日以上早く購入する（ゲットする）行為を指す俗語、和製英語の一つである。
単にフライング（さらに略してフラゲ）、または早売り、早バレ（早く買う+内容をばらすの略）とも呼ばれる。購入側からではなく販売側から見た場合には、「フライング販売」などと言われる。

## 概要
商品を発売日より早く入手する行為を競技における「フライングスタート（飛び出しスタート）」になぞらえて表現している。フライングゲットには何らかの理由で流通段階で小売店あるいは問屋に早期に商品、もしくはその一部が流出し、販売されることが前提となる。雑誌など入稿から発売までの日程が逼迫している場合には、印刷所から輸送に時間を要する遠隔地向けに印刷されたものの一部が出回ることがその背景にあるとされる。例えば、毎週月曜日発売である『週刊少年ジャンプ』が、2日前の土曜日から一部店舗で発売されている。一方CDやゲームソフトなどの生産に時間や手間を要する商品の場合、早期に生産され納入されたものが出回ると考えられる。
このような行為がメーカーや流通下に通報された場合は、メーカーとの取引契約破棄や、作品の取扱量を減らされたり、通常は発売日に販売するために前日から3日前に設定される入荷日が発売日当日になったり、などのペナルティが課される場合がある。ゲーム関連ではスクウェア・エニックスやカプコン、コナミデジタルエンタテインメントなどがこういった処置を行なっている。また、滅多にない事ではあるが、発売日前に入荷分を全てフライングゲット分に回したことで発売日当日には既に売り切れているという事もあり（トレーディングカードでこのような事例の相対数が多い）、こういった場合クレームや該当する会社への通報の可能性が高くなる。
なお、メーカー公認のフライング販売も存在する。例えば、メーカー直営のオンラインショッピングで購入した場合、発売日の前日に到着させるなどのケースもある。これは、小売店ではなくメーカーから直接買い付けてくれたユーザに対する恩恵や特典の意味合いがあるものと思われ、特にアダルトゲームの通販で多く見かける。例えば、『ぼくは航空管制官シリーズ』では、新作発表時、過去リリースした作品の登録ユーザーに対して専用のオンラインショップを開設し、そこで購入したユーザーが発売日前にソフトを入手できるようにしている。他にも雑誌のタイアップ企画などで、発売日前日に配送されることを売りにした懸賞が行われることがある。
CDについてはレコード時代から発売日に全国の小売店に商品が並ぶように発売日の一日前に小売店に商品が届けられている。これは「発売日」に対して「店頭日」と呼ばれる。レコード業界では、「店頭日」に商品を販売することは慣例となっている。このようなことから一部では発売日の1日前にCDを購入することは厳密な意味ではフライングゲットとは呼べないとされる。
1日早い販売は黙認しているが、それ以上に早い販売は取引拒否をすると警告している販売元もある（ブロッコリーなどが該当）。
フライングゲットの行為自体により消費者が違法性を問われることは全くない。
ただし、発売日より早く入手された商品・コンテンツは、違法コピーや違法アップロードの対象となり著作権を侵害されることがしばしばある。雑誌記事などをスキャンしてウェブサイト上などで不特定多数へ公開することも同様である。2007年5月には発売日前の漫画雑誌の内容をWinnyにアップロードしたとして、購入者が著作権法違反で逮捕された。同様に2010年6月14日、漫画雑誌を発売日前に入手しスキャン、YouTubeにアップロードしたとしてアップロード者が逮捕された。また、2013年10月6日にはAKB48メンバーの交際関係をめぐる『週刊文春』のスクープを、発売前にネットで公開した疑いで、運送会社のアルバイト従業員が逮捕された。ただし、これらの事例はあくまで、著作権者に無断で作品を複製し頒布したことが著作権を侵害し法律に抵触したものであり、発売日前であることそのものは、これらの行為の違法性には関係がない。仮にこれらの行為が発売日後に行われていたとしても、同様に違法であることにかわりはない。
また、音楽ガッタスのCD『鳴り始めた恋のBell』などのように、未完成の商品、修正が必要で延期された商品が何らかの理由で延期前の発売日に流通し、店頭発売され回収になった事例も存在する。この場合も、発売日前に消費者は商品を入手しているためフライングゲットとなる。
フライングゲットされたトレーディングカードのシングルカードを買う場合は、そのシングルカードの価値が決まっていない状況の中で出品者の言い値で買うことになるも同然であり、消費者にとっては非常に非合理な買い物である。また、2010年代以降の配送業界の人手不足による遅配のリスクを考えれば、手元に実際に発送されるのは一般販売開始後という得をしない結果になることも十分有り得る。
なおアメリカでは、全土で発売日を合わせようとすると、場所によっては発売日直近に商品を送っても発売日に間に合わないため、数週間前に店舗に商品を送ることから、発売日に対しての店頭日が数週間早いケースが多い。店によっては到着次第商品を売り出す所もあるため、発売日よりはるかに早くフライングゲットができる場合が多い。